# Callochiton foveolatus
Callochiton foveolatus är en blötdjursart som först beskrevs av Is. Taki 1938.  Callochiton foveolatus ingår i släktet Callochiton och familjen Ischnochitonidae. Inga underarter finns listade i Catalogue of Life.